# Ford F-Series (quatrième génération)
Article principal: Ford F-Series

La quatrième génération du Ford F-Series est une gamme de pick-ups produits par Ford d'octobre 1960 à août 1966. Plus élégant et plus large que ses prédécesseurs de la troisième génération, le nouveau Ford F-Series introduit plusieurs premières dans la gamme du pick-up. Au Canada, le F-Series a continué d'être distribuée par les concessionnaires Mercury sous le nom de M-Series.

## 1960-1962
En plus des traditionnelles bennes séparées Flareside, Ford a introduit des pick-ups monocoques. Ceux-ci étaient à l'origine appelés « pick-up intégré » et ils se composaient de la cabine et de la benne en une seule pièce continue, sans espace entre eux. La conception nécessitait moins d'emboutissages, tels que l'arrière de la cabine qui servait de bord d'attaque pour la benne, un assemblage moins compliqué, tel que les côtés de la benne à paroi simple qui étaient directement soudés par points aux seuils de porte, et la carrosserie avait un chemin moins compliqué à travers l'atelier de peinture de l'usine d'assemblage. Cela a permis de réaliser des économies de coûts dans la fabrication du pick-up, mais la cabine et la benne d'une seule pièce étaient toujours montées sur un châssis à cadre en échelle traditionnel. Seuls les modèles F-100 et F-250 à deux roues motrices utilisaient cette construction monobloc - les modèles à quatre roues motrices et tous les F-350, ainsi que tous les modèles avec bennes Flareside, continuaient à utiliser des cabines et des bennes séparées. Les bennes Styleside ont été repris des modèles de 1957-60.

## 1962-1964
En raison de la mauvaise réception par le marché et des rumeurs selon lesquelles une surcharge provoquerait le blocage des portes, les pick-ups monocoques ont été abandonnés au milieu de l'année modèle 1963. Les modèles de 1961/64 ont les clignotants dans la calandre. Les modèles de 1964 ont reçu une toute nouvelle benne Styleside avec un style plus moderne ainsi qu'un empattement plus long sur les pick-ups 8 pieds à 2 roues motrices, tandis que les modèles à bennes courtes et 4x4 ont conservé les empattements antérieurs.

## 1965-1966
En octobre 1964, le F-Series de 1965 a introduit un tout nouveau cadre, qui serait utilisé sur le F-Series jusqu'en 1979. La carrosserie elle-même est restée en grande partie inchangée, mais sur les modèles de 1965 et 1966, les clignotants sont au-dessus des phares. Le rudimentaire essieu avant droit est remplacé par une nouvelle suspension "Twin I-Beam" indépendante avec ressorts hélicoïdaux sur les pick-ups à deux roues motrices. Le changement de suspension a également légèrement allongé les empattements. Les pick-ups F-Series de 1965 et 1966 se distinguent par un emblème « TWIN I-BEAM » sur l'aile avant. Une cabine multiplace à 4 portes a également été introduite sur les modèles F-250 et F-350.
Les moteurs six cylindres en ligne de 240 pouces cubes (3,9 L) et 300 pouces cubes (4,9 L) ont été introduits. Avec l'introduction du V8 FE de 208 ch (155 kW; 211 PS) et 352 pouces cubes (5,8 L), la puissance dépassait les 200 ch pour la première fois dans le F-Series.

## Fabrication argentine 1961-1968
Les premiers véhicules ont été fabriqués dans l'ancienne usine de La Boca, dans la Ciudad Autónoma de Buenos Aires. À partir de 1962, la production a été transférée à General Pacheco, partido de Tigre (30 km au nord). Utilisant des moteurs essence Y-block et diesel Perkins (comme les 6-305 et 6-354) dans les F-100 (pick-up de 1/2 tonne), F-350 (pick-up de 1 tonne), F-500 (pick-up de 4 tonnes) et F-600 (pick-up de 5 tonnes) jusqu'en 1968, lorsque Ford Argentine lance la série « punta de diamante ».

## Assemblage mexicain 1965-1966
De nouvelles réglementations et lois sur l'assemblage automobile favorisant la fabrication nationale par rapport aux importations ont été décrétées par le gouvernement mexicain en 1962. Après des décennies de pick-ups Ford construits au Mexique à partir de kits d'assemblage importés, le pick-up de 1965 a été le premier modèle de Ford construit au Mexique dans l'usine d'assemblage de Cuautitlán récemment ouverte à Cuautitlán Izcalli. Les modèles inclus les F-100 (pick-up de 1/2 tonne), F-350 (pick-up de 1 tonne) et F-600 (pick-up de 5 tonnes). Le F-100 était disponible en deux versions : un châssis-cabine et un pick-up avec une benne similaire à celle du Ford F-Series de troisième génération). Les pick-ups étaient équipés du moteur V8 de 289 pouces cubes (4,7 L) qui a été introduit sur le marché mexicain par les pick-ups légers et de poids moyen de Ford, produisant 160 ch (119 kW; 162 PS) à 4 000 tr/min. Ces moteurs ont également été utilisés dans la Ford Mustang qui était également fabriquée dans l'usine d'assemblage de Cuautitlán au Mexique.

## Modèles
- F-100 (F10, F14) : 1/2 tonne (4 000 à 5 000, poids nominal brut max. du véhicule)
- F-100 (F11, F18, F19)(4x4) : 1/2 tonne (4 000 à 5 600, poids nominal brut max. du véhicule)
- F-250 (F25) : 3/4 de tonne (7 400, poids nominal brut max. du véhicule)
- F-250 (F26)(4x4) : 3/4 de tonne (4 900, poids nominal brut max. du véhicule)
- F-350 (F35) : 1 tonne (9 800, poids nominal brut max. du véhicule)

Un Camper Special était disponible avec des composants plus résistants pour accueillir le lit coulissant dans les camping-cars qui devenaient de plus en plus populaires à cette époque.
Pour 1965, le nom Ranger est apparu pour la première fois en tant que finition de style pour les pick-ups F-Series. L'intérieur comportait des sièges baquets et un rideau sur le réservoir d'essence qui se trouvait derrière les sièges de la cabine.

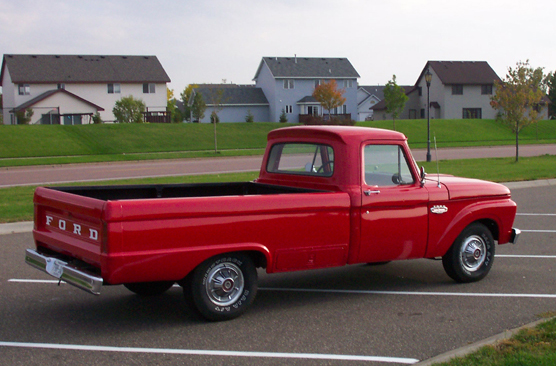
Ford F-100 1966 avec boîte à outils en option sur le côté du lit
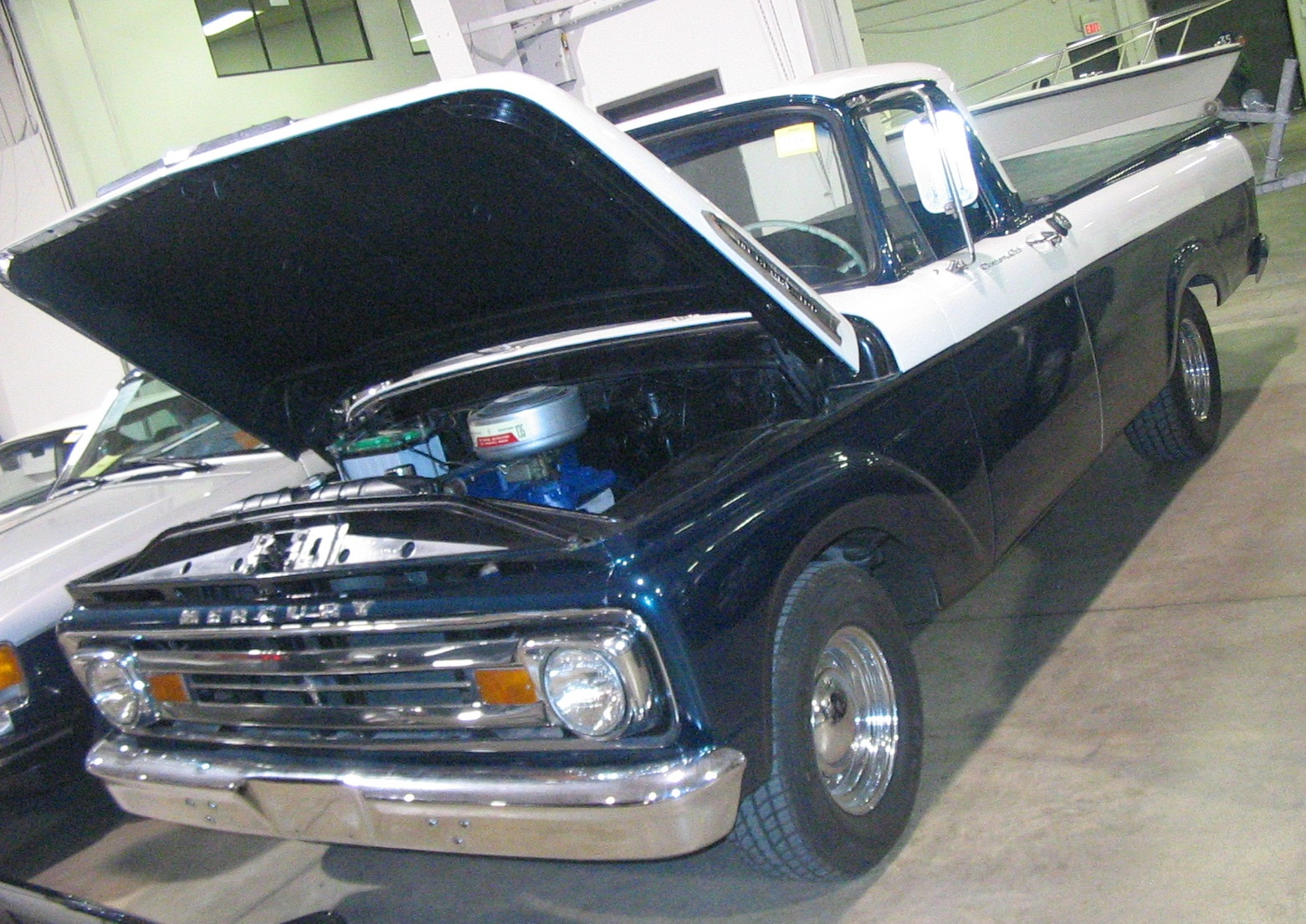
Mercury M-100 de 1962
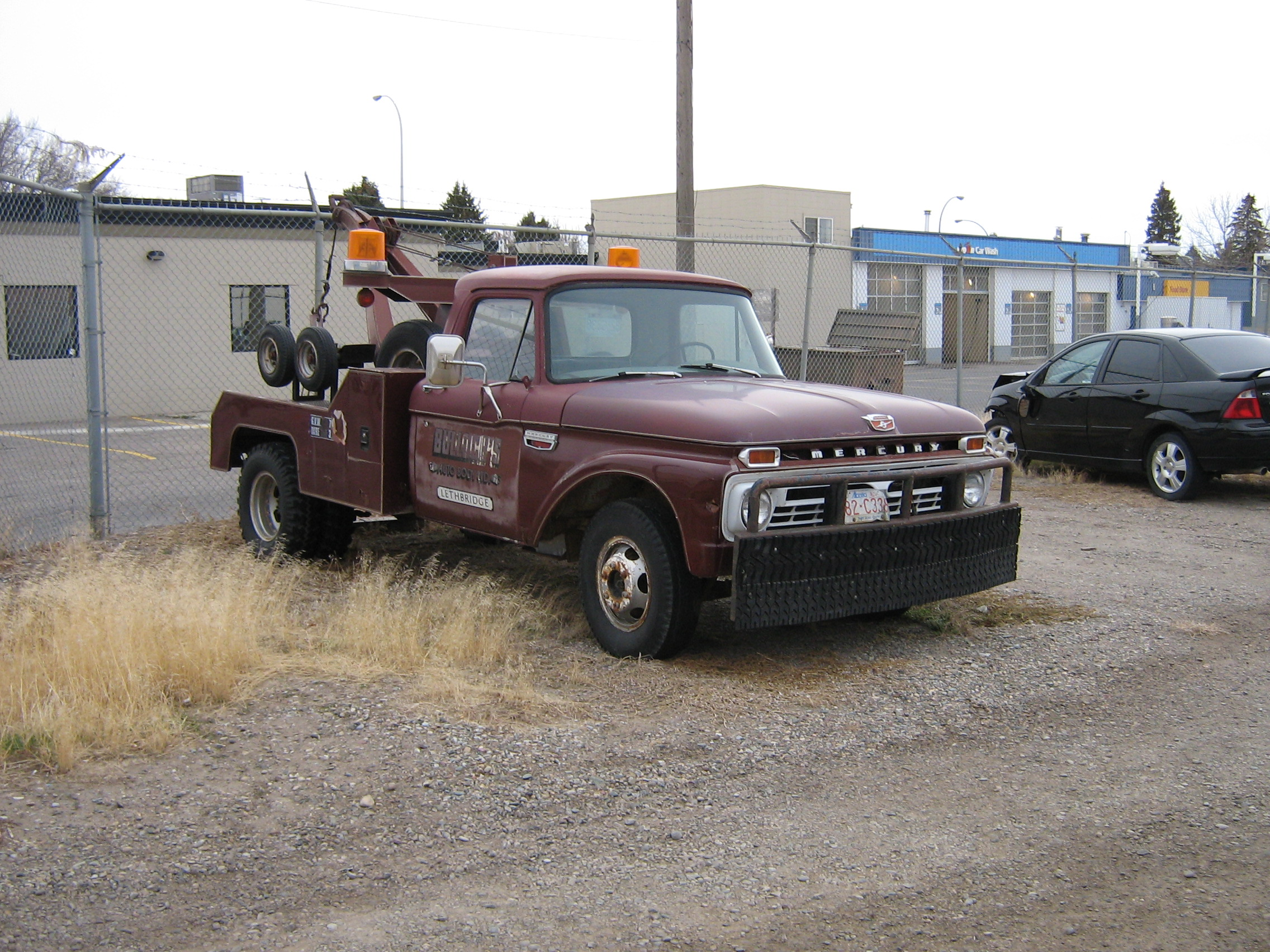
Dépanneuse Mercury M-350 1966

## Groupe motopropulseur
| Moteur                                                   | Années modèles | Puissance      |
| -------------------------------------------------------- | -------------- | -------------- |
| Six cylindres en ligne Mileage Maker de 223 pouces cubes | 1961–64        | 114ch (85 kW)  |
| Six cylindres en ligne Mileage Maker de 262 pouces cubes | 1961–64        | 132ch (98 kW)  |
| V8 Y-block de 292 pouces cubes                           | 1961–64        | 170ch (127 kW) |
| Six cylindres en ligne de 240 pouces cubes               | 1965–66        | 150ch (112 kW) |
| Six cylindres en ligne de 300 pouces cubes               | 1965–66        | 170ch (127 kW) |
| V8 Windsor de 289 pouces cubes (Mexique seulement)       | 1965–66        | 160ch (119 kW) |
| V8 FE de 352 pouces cubes                                | 1964–66        | 208ch (155 kW) |